# Ochthebius sexfoveatus
Ochthebius sexfoveatus är en skalbaggsart som beskrevs av Champion 1920. Ochthebius sexfoveatus ingår i släktet Ochthebius och familjen vattenbrynsbaggar. Inga underarter finns listade i Catalogue of Life.